# Ruwenzorizwartkop
De ruwenzorizwartkop (Sylvia atriceps) is een zangvogel uit de familie Sylviidae. De soort heeft een zwarte kruin en daarmee verschilt hij van de andere Sylvia-soort in Afrika.

## Verspreiding en leefgebied
Deze soort komt voor in heuvellandbos van zuidoostelijk Nigeria en zuidwestelijk Kameroen en in het grensgebied van oostelijk Congo-Kinshasa met Oeganda, Rwanda en Burundi.

## Status
De grootte van de populatie is niet gekwantificeerd maar de soort wordt omschreven als algemeen. Op de Rode lijst van de IUCN heeft deze soort de status niet bedreigd.